# Wasserwellen-Lebens-Brunnen

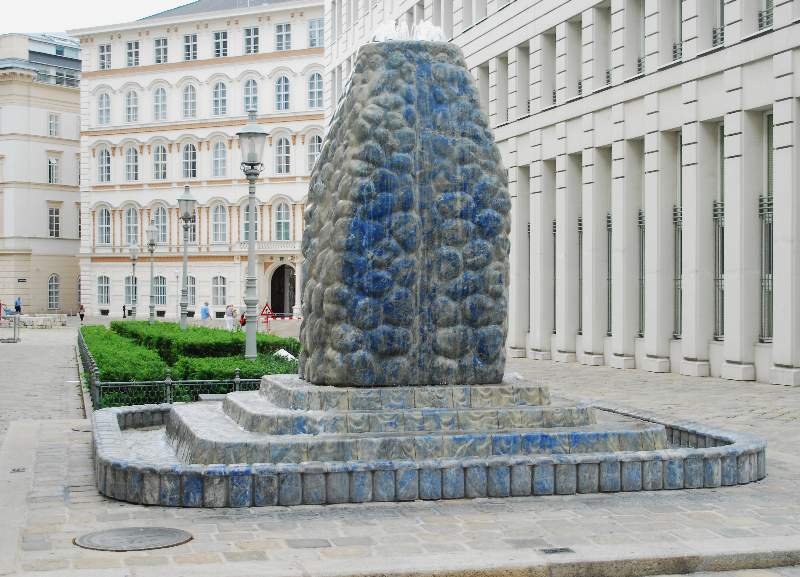
Wasserwellen-Lebens-Brunnen

Der Wasserwellen-Lebens-Brunnen, auch als Lapislazuli-Lasurit-Wellenwasserskulptur, Lapislazuli-Brunnen, Kreisky-Brunnen oder Blaues Zeichen bezeichnet, ist ein Brunnen im 1. Wiener Gemeindebezirk Innere Stadt.

## Geschichte
Der Wasserwellen-Lebens-Brunnen wurde vom Bildhauer Hans Muhr aus dem größten bekannten jemals gefundenen und in den chilenischen Anden abgebauten Lapislazuli-Monolithen gefertigt. Erstmals ausgestellt wurde dieser Brunnen im Österreich-Pavillon der Weltausstellung in Lissabon 1998.
In der Gemeinderatssitzung vom 24. November 1999 wurden sowohl der Ankauf der als „Blaues Zeichen“ bezeichneten Skulptur (10 Millionen Schilling) als auch weitere 2 Millionen Schilling für die Baumaßnahmen in der Bruno-Kreisky-Gasse, die für die Aufstellung notwendig waren, neben dem Bundeskanzleramt genehmigt. Die Gesamtkosten wurden zu zwei Dritteln von privaten Sponsoren und einem weiteren Drittel von der Stadt Wien getragen.
Die Enthüllung des Wasserwellen-Lebens-Brunnens am 23. November 2000 nahmen Helmut Zilk und Peter Marboe vor.

## Beschreibung
Der Brunnen steht in der Bruno-Kreisky-Gasse nahe dem Ballhausplatz auf einem dreistufigen Sockel. Die Oberfläche des blauen Steins erinnert an eine Mauer aus Natursteinen mit abgerundeten Ecken.

### Bronzeplaketten
Eine der im Boden eingelassenen Bronzeplaketten weist darauf hin, dass dieser Lapislazuli-Lasurit-Felsblock mit einem Rohgewicht von 18,3 Tonnen 1993 von österreichischen Steinbruchspezialisten in einer Seehöhe von 3700 Metern in Chile abgebaut wurde.
Die zweite Bronzeplakette erinnert daran, dass der Wasserwellen-Lebens-Brunnen von Bank Austria, Mediaprint und Stadt Wien angekauft und dem Historischen Museum der Stadt Wien übergeben wurde.